# Placido Costanzi

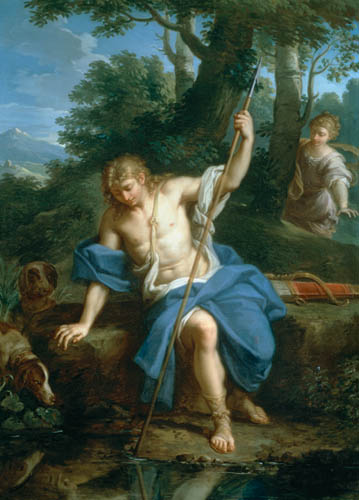
Narciso e Eco, di P. Costanzi, collezione privata.

Placido Costanzi (Roma, 1702 – Roma, 2 ottobre 1759) è stato un pittore italiano.

## Biografia
Nacque da Giovanni e Costanza Anguilla, all'interno di una famiglia di fabbricanti di gemme a Roma, percorso intrapreso anche dai fratelli Tommaso e Carlo. Ricevette un doppio alunnato, presso i Trevisani e poi sotto Benedetto Luti e dipinse principalmente temi storici e devozionali.
Ebbe fama piuttosto precoce: entro il 1724 aveva decorato degli ambienti, purtroppo perduti, per i cardinali Alberoni e Acquaviva d'Aragona. Fu attivo già da giovane anche in Toscana, dove dipinse un San Camillo in Santa Maria Maddalena dei Pazzi a Firenze, in cui aspirava a imitare l'arte di Domenico Zampieri. Altre sue opere si trovano a Siena, in palazzo Chigi Zondadari, e a Pistoia, nella chiesa della Maddalena, dove lavorò sicuramente prima del 1724, anno entro cui aveva già spedito due pale, perdute, a Gerona, ed un'Annunciazione per la regina spagnola Elisabetta Farnese. Entro la stessa data aveva realizzato dipinti per Lima, una chiesa domenicana aquilana e la Francia.
Costanzi dipinse molti lavori per decorare varie chiese di Roma. In particolare, la sua Resurrezione di Tabita per Santa Maria degli Angeli e dei Martiri, spostato nella Basilica di San Pietro nel 1758 in sostituzione di un altro, di analogo soggetto, di Giovanni Baglione, ma da cui tornò nella sede originaria a seguito della realizzazione della copia in mosaico. Realizzò affreschi per San Gregorio al Celio, Santa Maria in Campo Marzio e la chiesa di san Pietro Apostolo a Castel San Pietro. Si dedicò inoltre a dipingere figure nei paesaggi di altri artisti, soprattutto in quelli di Jan Frans van Bloemen detto l'Orizzonte, con cui collaborò sin dal 1725.
La sua attività artistica a Roma lo portò a entrare prima nella Congregazione dei Virtuosi al Pantheon e poi, nel 1741, gli valse l'ingresso presso l'Accademia di San Luca, della quale fu anche direttore (Principe) dal 1758.
Fu apprezzato molto anche all'estero, lavorando per Spagna, Inghilterra, Francia e Germania.

## Opere
- Assunzione di San Gregorio e di San Romualdo, Chiesa di San Gregorio al Celio, Roma, 1727
- Fabio Chigi giunge al congresso di Münster, Gallerie nazionali d'arte antica, Roma, 1727
- Il cardinale Zondadari si licenzia dagli ufficiali spagnoli, Gallerie nazionali d'arte antica, Roma, 1727
- Il cardinale Zondadari che benedice il popolo nei pressi di Roma, Minneapolis Institute of Arts, 1728
- Miracolo di San Giuseppe da Copertino, Gallerie nazionali d'arte antica, Roma, 1729
- Immacolata Concezione (bozzetto), Getty Center, Los Angeles, 1730
- Immacolata Concezione, Santa Maria in Campo Marzio, Roma, 1730
- Visione di San Carlo Borromeo, nella cappella laterale sinistra della Chiesa dei Santi Claudio e Andrea dei Borgognoni, Roma, 1731
- Trionfo del Cristianesimo sul Paganesimo, Chiesa di San Pietro Apostolo, Castel San Pietro Romano, 1732
- Ritratto di George Keith, National Portrait Gallery, Londra, 1733
- Fondazione di Alessandria (bozzetto), Walters Art Museum, Baltimora, 1736-1737
- Fondazione di Alessandria, Real Colegio Alfonso XII, San Lorenzo de El Escorial, 1736-1738
- Resurrezione di Tabita, Basilica di Santa Maria degli Angeli e dei Martiri, Roma, 1736-1740
- Ascensione di Cristo, Galleria dell'Accademia Nazionale di San Luca, Roma, 1741
- Assunzione della Vergine, Galleria dell'Accademia Nazionale di San Luca, Roma, 1741
- La Cananea ai piedi di Gesù (con Jan Frans van Bloemen), Coffee House del Quirinale, Roma, 1741-1743
- Il buon Samaritano (con Jan Frans van Bloemen), Coffee House del Quirinale, Roma, 1741-1743
- Ritratto del principe Giacomo Francesco Pancrazio Edoardo Stuart, Merchant's Hall, Edimburgo, 1745
- Trionfo di Bacco e Arianna (copia da Annibale Carracci), Palazzo Labia, Venezia, 1753
- Martirio di san Torpete (terminato di Giovanni Battista Tempesti), Cattedrale di Santa Maria Assunta, Pisa, 1759